# Diamonds (Album)
Diamonds ist das zweite Album der schwedischen Heavy-Metal-Band Enforcer. Es erschien am 24. Mai 2010 bei dem Plattenlabel Earache Records für den europäischen Markt, sowie einen Tag später in den USA bei Heavy Artillery.

## Entstehung
Diamonds ist das erste Album der Band, auf dem der Bassist Tobias Lindqvist zu hören ist. Joseph Tholl wechselte in der Zeit seit dem Vorgänger-Album Into the Night vom Bass an die Gitarre. Produziert und aufgenommen wurde das Album von Rikard Löfgren im Tonstudio Leon Music in Karlstad von November 2009 bis Januar 2010, er übernahm auch wie schon bei Into the Night die Abmischung und das Mastering.

„Diamonds bezieht sich darauf, dass sich uns eine größere Perspektive auftut, oder zumindest denken wir das, haha. Das Wort klingt für mich gewissermaßen majestätisch, das mag ich auch daran.“

Während auf dem Vorgänger einige Musikstücke aus der Gründungszeit der Band stammten, als sie noch ein Soloprojekt von Sänger Olof Wikstrand war, finden sich auf Diamonds ausschließlich neue Kompositionen. Dabei brachten sich die anderen Musiker stärker ein, lediglich Live for the Night und Take Me to Hell schrieb Wikstrand im Alleingang. Roll the Dice war das erste Lied, das die Band inklusive Liedtext fertigstellte. Katana entstand aus Riffs, die Adam Zaars in einer früheren Band verwendet hatte, der Liedtext wurde von Tomas „Witchfinder“ Ericsson geschrieben, der als Sänger und Gitarrist bei der schwedischen Heavy-Metal-Band Helvetets Port aktiv ist. Running in Menace hingegen basiert auf einer Demoversion, die Jonas Wikstrand den anderen Bandmitgliedern wenige Tage vor den Albumaufnahmen vorstellte. Das Titellied Diamonds ist zum größten Teil instrumental gehalten, lediglich gegen Ende ist der Gesang von Vanja Renberg, Sängerin der Stockholmer Band The Vanjas, zu hören. Der Liedtext zum Stück Walk with Me ist von der Fernsehserie Twin Peaks inspiriert.

## Titelliste
1. Midnight Vice – 3:16
2. Roll the Dice  – 3:13
3. Katana – 6:01
4. Running in Menace – 3:46
5. High Roller – 3:22
6. Diamonds – 3:33
7. Live for the Night – 2:37
8. Nightmares – 4:33
9. Walk with Me – 5:59
10. Take Me to Hell – 3:13

Diese Titelliste ist bei allen unten aufgeführten Ausgaben des Albums identisch, Bonusstücke existieren nicht. Bei den Ausgaben auf Schallplatte befindet sich die Trennung der beiden Seiten zwischen den Liedern High Roller und dem Instrumentalstück Diamonds.

## Versionen
Die US-amerikanische Plattenfirma Heavy Artillery, bei der Enforcer zum Zeitpunkt der Veröffentlichung unter Vertrag standen, lizenzierte das Album zum besseren Vertrieb in Europa an das britische Label Earache Records weiter.
Heavy Artillery
In den USA erschien das Album als CD im Jewelcase und als Schallplatte (Picture Disc), letztere auf 500 Stück limitiert.
Earache Records (Erstauflage)
In Europa erschien das Album als CD sowohl in Digipak- als auch Jewelcase-Verpackung, den ersten Bestellungen im Online-Shop von Earache Records lag jeweils ein Poster bei. Außerdem waren vier verschieden gefärbte Schallplatten-Versionen erhältlich, jeweils in unterschiedlicher Limitierung:
- Orange-Rot-halbiert (limitiert auf 100 Stück)
- Diamond Clear: Transparent (200 Stück)
- Weiß (300 Stück)
- Schwarz (400 Stück)

Die Gesamtauflage von 1000 Stück verkaufte sich nach Angaben des Labels bereits in der ersten Woche nach Veröffentlichung vollständig.
Earache Records (Neuauflage)
Daher wurde das Album im Oktober 2010 erneut von Earache Records in einer Gesamtauflage von 1000 Stück auf Vinyl veröffentlicht. Bei dieser Neuauflage wurde das Bandfoto auf dem Cover horizontal gespiegelt. Es existieren die folgenden, von der Band selbst gewählten, farbigen Vinyl-Versionen:
- Nightmare: Schwarz-Weiß-marmoriert (limitiert auf 100 Stück)
- Hellish Red: Schwarz auf Rot (200 Stück)
- Midnight Sun: Rot auf Gelb (300 Stück)
- Black: Schwarz (400 Stück)

Download
Zeitgleich mit der Tonträger-Veröffentlichung erschien das Album auch bei den Online-Musikdiensten iTunes Store und amazon.com.

## Plattencover
Das Plattencover zeigt eine Fotografie der fünf Bandmitglieder, Olof Wikstrand greift nach einem über ihm befindlichen überdimensionalen Brillanten. Eingerahmt wird das Cover von einer Bordüre, in der am oberen und unteren Rand das Bandlogo beziehungsweise der Titel des Albums platziert sind. Das Motiv ist in Rot- und Gelbtönen gehalten, der Bildhintergrund ist einfarbig schwarz. Die Gestaltung des Covers und des Booklets übernahm der Gitarrist Adam Zaars unter seinem Pseudonym Bells of Death.

„Uns auf dem Cover zu platzieren war ein bisschen gewagt, aber auch logisch für uns. Das war das erste, worauf wir uns bezüglich des Plattencovers geeinigt hatten. Dass wir den Diamanten hochhalten, kam uns, als wir eins und eins zusammensetzten.“

## Rezeption
Das Album erhielt in Musikzeitschriften positive Kritiken. Im Rock Hard etwa vergab Andreas Himmelstein acht von zehn möglichen Punkten, dazu wurde das Album unter den zehn besten des Monats gelistet. Auch Online-Magazine bewerteten positiv, so etwa powermetal.de (9/10 Punkten), metalnews (6,5/7) und Stormbringer (4/5). Der Stil der Band wurde mit Bands der NWoBHM wie Iron Maiden, Diamond Head und Tygers of Pan Tang, sowie Speed-Metal-Bands wie Exciter und Savage Grace verglichen.

## Auskopplungen
Mehrere Lieder des Albums fanden weitere Verwendung auf Vinyl-Singles, teils zu besonderen Anlässen. So erschien anlässlich einer Großbritannien-Tour mit der kanadischen Band Cauldron eine auf 300 Stück limitierte Split-Single namens Nightmare over the UK mit dem Lied Midnight Vice als Beitrag Enforcers. Für eine auf 200 Exemplare limitierte Split-Single mit Volture steuerten Enforcer das Stück Take Me to Hell bei. Zum Record Store Day 2011 erschien eine Split-Single mit Bullet in 500er-Limitierung, welche das Lied High Roller enthält.
Dazu erschien im Jahr 2011 die Label-Kompilation New Noise Attack von Earache Records, welche als ersten Track das Lied Midnight Vice führt.